# Eaten Back to Life
Eaten Back to Life este albumul de debut al trupei Cannibal Corpse, lansat în 1990 prin casa de discuri Metal Blade Records.

## Piese
1. "Shredded Humans" – 5:11
2. "Edible Autopsy" – 4:32
3. "Put Them to Death" – 1:50
4. "Mangled"  – 4:29
5. "Scattered Remains, Splattered Brains" – 2:34
6. "Born in a Casket" – 3:20
7. "Rotting Head" – 2:26
8. "The Undead Will Feast" – 2:49
9. "Bloody Chunks" – 1:53
10. "A Skull Full of Maggots"  – 2:06
11. "Buried in the Backyard" – 5:11
12. "Born in a casket live - 3:36